# Saint-Mard (Charente Marittima)
Saint-Mard è un comune francese di 1 053 abitanti situato nel dipartimento della Charente Marittima nella regione della Nuova Aquitania.

## Società

### Evoluzione demografica
Abitanti censiti